# Macropisthodon
Macropisthodon es un género de serpientes de la subfamilia Natricinae. Sus especies se distribuyen por Asia (China y norte de la región indomalaya).

## Especies
Se reconocen las siguientes:
- Macropisthodon flaviceps (Duméril, Bibron & Duméril, 1854)
- Macropisthodon plumbicolor (Cantor, 1839)
- Macropisthodon rhodomelas (Boie, 1827)
- Macropisthodon rudis Boulenger, 1906